# Guerre de Red Cloud
Guerres indiennes
Batailles
- Crazy Woman's Fork
- Bataille de Fetterman
- Combat de Hayfield
- Combat de Wagon Box

La guerre de Red Cloud est un conflit des guerres indiennes qui opposa les États-Unis à une coalition de Lakotas, Cheyennes du Nord et Arapahos du printemps 1866 jusqu'à la signature du traité de Fort Laramie en novembre 1868, principalement dans la région de la Powder River située entre les monts Big Horn et les Black Hills, aux États-Unis.
Le chef des Oglalas Red Cloud a fait circuler un calumet de guerre parmi les Lakotas, les Cheyennes et les Arapahos. Tous se sont placés sous son commandement. Le chef sioux Sitting Bull délégua ses lieutenants.

## Origines du conflit
Le 29 novembre 1864, le colonel Chivington et 700 volontaires du Colorado massacrèrent une bande de Cheyennes du Sud pacifique à Sand Creek, faisant 150 à 200 morts, dont de nombreux civils. Scandalisés par cette agression, les Cheyennes et leurs alliés Sioux et Arapahos entrèrent en guerre contre les États-Unis. Une autre cause du mécontentement des amérindiens fut le début en juin 1865 du tracé de la piste Bozeman qui coupa le territoire des tribus Lakotas, le long des Black Hills, allant de Fort Laramie au territoire minier du Montana. Le chef Red Cloud exigea sa fermeture. Pendant les négociations, les Américains construisirent trois forts pour protéger la piste et furent à partir de ce moment-là accusés de faire fuir le gibier et de vouloir faire immigrer des colons blancs, chasseurs et fermiers, par milliers. Le lancement d'énormes chantiers de construction de voies ferrées traversant le continent, juste après la fin de la guerre de Sécession, en 1865, cristallisa le mécontentement.

## Expérience nouvelle pour les tribus amérindiennes
La guerre de 1866-1868 représenta, pour des tribus peu habituées à se coordonner sous les ordres d'un seul chef de guerre un effort sans précédent : plusieurs milliers de guerriers devaient être armés, nourris, soignés. Ces guerriers répugnaient à s'éloigner trop des villages où vivaient leurs familles : ils préféraient rester près d'elle pour continuer à chasser, protéger leurs enfants et défendre leurs terres. La puissance des Sioux, acquise grâce aux armes à feu récupérées auprès des Blancs est le pilier de l'alliance des tribus amérindiennes.

## Guerre d’usure qui cause des centaines de morts

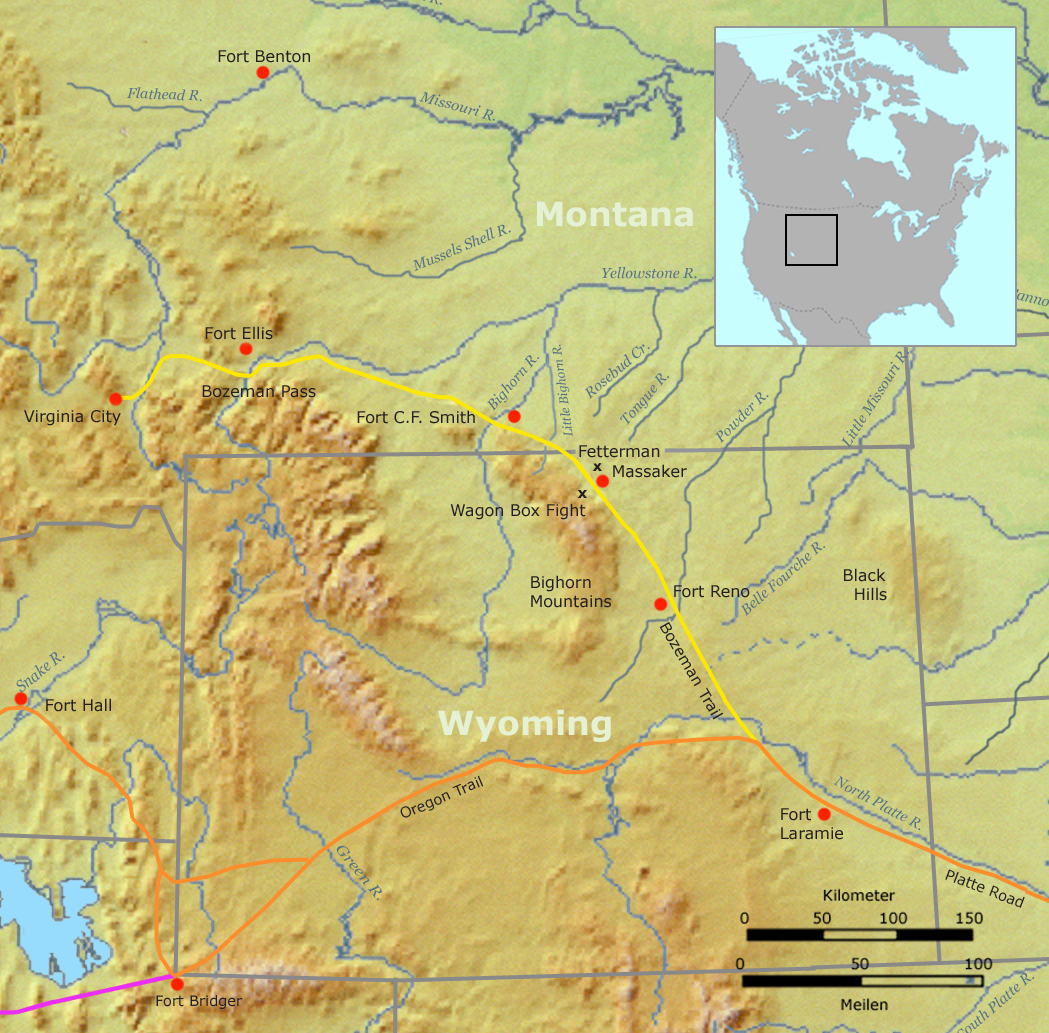
Carte de la piste de Bozeman (1863-1868).

Les tribus amérindiennes confédérées soumirent les soldats des trois forts ainsi que les voyageurs qui empruntèrent la piste à une guérilla intense attaquant les convois tuant toute personne osant s’aventurer en dehors des fortifications des forts. Ces attaques presque quotidiennes contre les soldats eurent comme conséquences que ceux-ci ne purent assurer la sécurité des immigrants sur la piste. Les pertes américaines furent considérables, rien que du mois de juin au début du mois de septembre 1867 les Amérindiens tuèrent 157 personnes aux abords du fort Phil Kearny. Le 21 décembre 1866, un groupe de guerriers amérindiens attaque un groupe de soldats chargés d’une corvée de bois près du fort Kearny, sur la piste Bozeman. Le capitaine William Fetterman est envoyé en renfort avec 80 soldats. Avec quelques hommes, Crazy Horse réussit à attirer Fetterman dans une embuscade. Encerclé par 500 guerriers Lakotas, Cheyennes et Arapahos le détachement américain est anéanti. Un jeune guerrier se distingue par son courage et son habileté de stratège, Crazy Horse, qui a été, avec Sitting Bull, l’un des grands leaders Lakotas combattant les militaires américains.
Début 1868, la piste Bozeman devenue impraticable car trop dangereuse pour les immigrants et la construction du chemin de fer plus au sud sur la Platte, le gouvernement engage alors des pourparlers de paix. Certains de négocier en position de force, les Amérindiens acceptent ces offres, conscients de ne pouvoir poursuivre encore longtemps leur effort de guerre. Alors que le Brûlé Spotted Tail signe le traité dès le mois d’avril, Red Cloud, voulant consolider sa victoire, n’accepte de signer qu’en novembre 1868, après l’abandon par l’armée des forts de la piste Bozeman.

## Épilogue: traité de Fort Laramie
En 1868, le traité de Fort Laramie qui conclut la guerre de Red Cloud, intègre les Black Hills dans la grande réserve Sioux, d’où les non-Indiens sont exclus. Le territoire est borné à l’est par le Missouri et s’approche à l’ouest des monts Big Horn. Les Lakotas sont incités à s’initier à l’agriculture, à l’élevage, à envoyer leurs enfants à l’école. Des annuités en vivres et en matériel divers doivent leur être versées à Fort Laramie. Les missionnaires s’installent et le texte du traité prévoit que la terre n’est pas à vendre.
Le traité, cependant, ne fut pas respecté par les États-Unis. Des chercheurs d’or et des mineurs envahirent la région à partir de 1870. Six ans plus tard, la découverte d’or dans les Black Hills, incita les militaires américains à investir la région malgré le traité de Fort Laramie. Le 17 septembre 1875, une commission officielle rencontre Red Cloud, Spotted Tail et les autres chefs lakotas et leur propose d’acheter le territoire pour six millions de dollars, ce qu’ils s’empressent de refuser.
En avril 1876, Sitting Bull invite les autres chefs lakotas à un Grand Conseil, qui démarre la guerre des Black Hills. Cette guerre fut la dernière livrée par les Sioux et les Cheyennes et trouva son point culminant lors de la célèbre bataille de Little Bighorn